# Нехаевка (Сумская область)
Нехаевка (укр. Нехаївка) — село, Карабутовский сельский совет,Конотопский район, Сумская область, Украина.
Код КОАТУУ — 5922084102. Население по переписи 2001 года составляло 46 человек.

## Географическое положение
Село Нехаевка находится на левом берегу водохранилища Ромен (река Ромен),
выше по течению на расстоянии в 2,5 км расположено село Пекари,
ниже по течению на расстоянии в 7 км расположено село Фесовка,
на противоположном берегу — сёла Капитановка и Шпотовка.
Рядом проходит автомобильная дорога Т-1907.

## Объекты социальной сферы
- Детский сад.
- Школа.
- Клуб.
- Дом культуры.
- Фельдшерско-акушерский пункт.
- Больница.
- Спортивная площадка.
- Стадион.

## Достопримечательности
- Братская могила советских воинов.